# Westwoodia longipes
Westwoodia longipes är en stekelart som beskrevs av Ian D. Gauld 1984. Westwoodia longipes ingår i släktet Westwoodia och familjen brokparasitsteklar. Inga underarter finns listade i Catalogue of Life.